# Load-store
Nell'ambito dell'ingegneria informatica, l'architettura load-store (dall'inglese: caricamento / memorizzazione) un'architettura del set di istruzioni che divide le istruzioni in due categorie: accesso alla memoria principale (load e store tra memoria e registri) e operazioni dell'Unità aritmetica e logica (ALU), che avvengono solo tra registri.
Le architetture con set di istruzioni RISC sono architetture load-store. Ne sono esempi: PowerPC, SPARC, RISC-V, ARM e MIPS.
Ad esempio, in un approccio load-store sia gli operandi che la destinazione di un'operazione ADD devono trovarsi nei registri. Ciò differisce da un'architettura a registro-memoria (ad esempio, un'architettura con set di istruzioni CISC come x86) in cui uno degli operandi per l'operazione ADD può essere in memoria, mentre l'altro è in un registro.
Il primo esempio di architettura load-store è stato il CDC 6600. I processori vettoriali (tra cui molte GPU) utilizzano tipicamente l'approccio load-store.